# Knowltonia
Knowltonia es un género con 18 especies de plantas de flores perteneciente a la familia Ranunculaceae. Se distribuyen 1o especies por Sudáfrica y un incierto número de especies en el Amazonas. El jugo de estas plantas tienen efectos vesicantes.

## Especies seleccionadas
- Knowltonia anemonoides
- Knowltonia bracteata
- Knowltonia brevistylis
- Knowltonia canaescens
- Knowltonia capensis